# Woodside East
Woodside East es un lugar designado por el censo ubicado en el condado de Kent en el estado estadounidense de Delaware. En el año 2000 tenía una población de 2.174 habitantes y una densidad poblacional de 491 personas por km².

## Geografía
Woodside East se encuentra ubicado en las coordenadas 39°3′50″N 75°32′30″O / 39.06389, -75.54167.

## Demografía
Según la Oficina del Censo en 2000 los ingresos medios por hogar en la localidad eran de $32.431, y los ingresos medios por familia eran $32.344. Los hombres tenían unos ingresos medios de $29.750 frente a los $19.865 para las mujeres. La renta per cápita para la localidad era de $13.542. Alrededor del 16,1% de la población estaban por debajo del umbral de pobreza.

## Localidades adyacentes
Diagrama de las localidades a un radio de 16 km a la redonda de Woodside East.